# Gheorghe Botaș
Gheorghe Botaș (n. 1884, Grăniceri – d. 1969, Grăniceri) a fost un deputat în Marea Adunare Națională de la Alba Iulia, organismul legislativ reprezentativ al „tuturor românilor din Transilvania, Banat și Țara Ungurească”, cel care a adoptat hotărârea privind Unirea Transilvaniei cu România, la 1 decembrie 1918.:p. 77

## Biografie
Gheorghe Botaș s-a născut în comuna Grăniceri din județul Arad și a beneficiat de o educație de șase clase. Acesta a avut ca și preocupare agricultura.:p. 16

## Activitatea politică

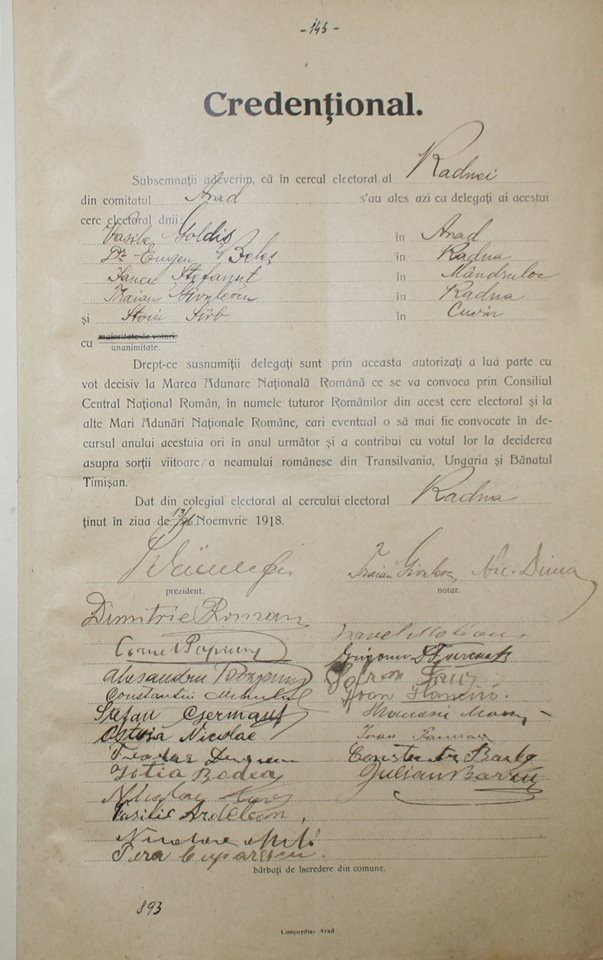
Credențional

Ca deputat în Adunarea Națională din 1 decembrie 1918 a reprezentat, ca delegat de drept, Cercul electoral Aletea-Sântana. Ca membru al Gărzii Naționale Române a fost stegarul delegației de la Alba Iulia.:p. 77:p. 16